# Dasineura potentillaeflora
Dasineura potentillaeflora är en tvåvingeart som beskrevs av Fedotova 2005. Dasineura potentillaeflora ingår i släktet Dasineura och familjen gallmyggor.
Artens utbredningsområde är Kazakstan. Inga underarter finns listade i Catalogue of Life.